# Chaetodus teamscaraborum
Chaetodus teamscaraborum är en skalbaggsart som beskrevs av Federico Ocampo 2006. Chaetodus teamscaraborum ingår i släktet Chaetodus och familjen Hybosoridae. Inga underarter finns listade i Catalogue of Life.